# Fíbula prenestina

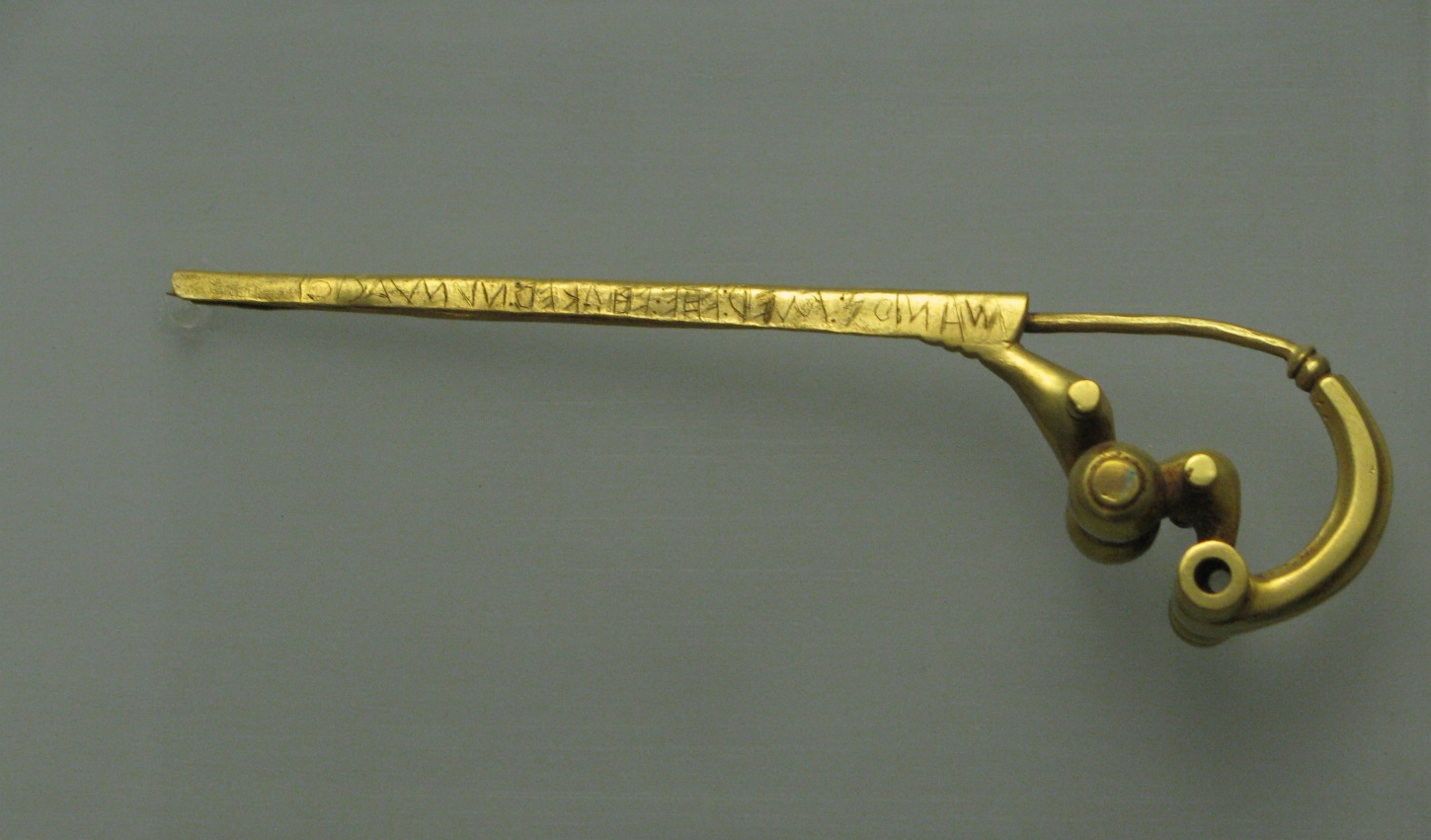
La fíbula prenestina

La fíbula prenestina (en latín: FĬBŬLA PRÆNESTĪNA) es una fíbula de oro con una inscripción, considerada el primer testimonio escrito del latín antiguo. Fue descubierta en 1887 por Wolfgang Helbig, que se dio cuenta de que la escritura que aparecía en ella era anterior a la inscripción Duenos, en Palestrina, antigua ciudad y municipio del Lacio, Italia, y se fecha en el siglo VII a. C. Actualmente se conserva en el Museo Pigorini de Roma.
En 1980, la experta Margherita Guarducci sugirió la hipótesis de que la inscripción fuera una falsificación. Se convirtió en la opinión común durante los años 80 y 90 del siglo pasado, pero los métodos científico-arqueológicos y lingüísticos finalmente han demostrado que es auténtica.

## La inscripción
La frase, escrita de derecha a izquierda como es habitual en las inscripciones latinas arcaicas, dice lo siguiente:
|                                                              |
| MANIOS MED FHEFHAKED NVMASIOI /*mánios mēd féfaked numásioi/ |

La transliteración en latín clásico sería
MANIUS ME FECIT NUMERIO
/mánius mē fékit numériō/
que en castellano se podría interpretar como
'Manio me hizo para Numerio'.